# Max Grotewahl
Max Karl Grotewahl (* 30. Oktober 1894 in Kiel; † 6. September 1958 ebenda) war ein deutscher Offizier der Kriegsmarine, Polarforscher und Gründer des Archivs für Polarforschung.

## Leben
Max Grotewahl war ein Sohn des Waffenmeisters der Kaiserlichen Marine Wilhelm Grotewahl und Adelheid, geb. Otten.
Max Grotewahl trat im August 1914 als Kriegsfreiwilliger in die Kaiserliche Marine ein und war für einen Monat in der I. Marine-Artillerie-Abteilung, von wo er in die IX. Marine-Artillerie-Abteilung wechselte und hier bis April 1915 blieb. Für zwei  Monate diente er erneut in der I. Marine-Artillerie-Abteilung. Von Juni 1915 bis Juli 1916 war er im Marine-Sonderkommando. Anschließend kam er zurück in die I. Marine-Artillerie-Abteilung und war kurzzeitig von Januar bis März 1917 wieder in der IX. Marine-Artillerie-Abteilung. Im April 1917 kam er zum 2. schweren Korps-Artillerie-Regiment und war von August 1917 bis Kriegsende Adjutant im 3. Marine-Artillerie-Regiment. Am 19. April 1918 war er zum Leutnant der Reserve der Matrosenartillerie befördert worden. Am 10. Dezember 1918 wurde er aus der Marine verabschiedet.
Nach dem Krieg war er ein Jahr in der Marine-Brigade von Loewenfeld, wurde viermal verwundet und war Batterieführer. Am 2. Mai 1922 wurde ihm der Charakter als Oberleutnant der Reserve verliehen.
Grotewahl studierte in Kiel und Göttingen Mathematik, Physik und Geophysik. 1922 legte er sein Staatsexamen ab und promovierte ein Jahr später in Kiel bei Richard Neuendorff mit dem Thema  Zur Theorie der Stechzirkelnomogramme zum Doktor der Philosophie.
Er nahm 1923/24 als Erster Offizier der Cecilie und Erster Magnetiker an der sogenannten Cecilie-Expedition teil, welche zur Aufgabe hatte, die Ostsee magnetisch zu vermessen. Von Juli bis August 1925 unternahm er mit drei Mitarbeitern (Zoologe Rudolf Jupitz aus München, als Alpinist und Hilfskraft bei den Vermessungsarbeiten Walter Ankersen aus Nürnberg und der Kinooperateur Fritz Biller auch aus München) die erste deutsche Expedition nach dem Ersten Weltkrieg nach Spitzbergen, um hier geophysikalische und photogrammetrische Aufnahmen an der Magdalenenbucht durchzuführen. Aus der Vorbereitung und nach Abschluss der Expedition hatte er die Idee entwickelt, eine Instanz für die Auswertung von Expeditionsergebnissen einzurichten. Hierfür gründete er am 1. Juli 1926 in Kiel das „Archiv für Polarforschung“. Im Juni 1931 wurde erstmalig durch das Archiv die Zeitschrift Polarforschung herausgegeben. 1956 wurde das Archiv für Polarforschung zur Deutschen Gesellschaft für Polarforschung.
1930 nahm Grotewahl als Erdmagnetiker an der dänischen Godthaab-Expedition nach Nordostgrönland von Lauge Koch teil. Als es 1932/33 nicht zu einer deutschen Beteiligung am Zweiten internationalen Polarjahr kam, errichtete das Archiv für Polarforschung eine private Station in Grönland. Auf Kajartalik am Arsukfjord bei Ivittuut forschte Grotewahl für ein Jahr mit drei Mitarbeitern.
1935 wurde er für die Kriegsmarine reaktiviert. Von Oktober 1935 bis August 1939 war er Taktiklehrer an der Flak- und Küstenartillerieschule und übernahm anschließend mit der Aufstellung das Kommando über die Marineflakabteilung 216 auf Borkum. Im Juni 1940 gab er das Kommando ab und wurde mit der Aufstellung in Brest bis Juli 1941 Kommandeur der Marineflakabteilung 803. Von der Aufstellung im August 1941 in Frankreich bis Februar 1943 war er Kommandeur des 20. Marine-Flak-Regiments. Er wurde bis August 1943 als Leiter Artillerieversuchskommando Flak eingesetzt, welches Anfang September 1943 mit anderen Artillerieversuchskommandos zum Artillerieversuchskommando der Kriegsmarine zusammengefasst wurde. Von September 1943 bis Kriegsende war er Kommandeur der IV. Marineflakbrigade. Am 1. November 1943 wurde er zum Kapitän zur See der Marineartillerie befördert.

## Werke (Auswahl)
- mit Gerhard Fanselau: Vorläufiger Bericht über den von der Carnegie Institution gestifteten Bidlingmaierschen Doppel-Kompaß, in: Terr. Magn. (Journal: Terrestrial Magnetism and Atmospheric Electricity) 35 (1930), S. 225–226
- Prof. Dr. Max Robitzsch (PDF; 305 kB). In: Polarforschung. Band 3, 1952, S. 145
- Die Eroberung des Nordpols. Robert Bardtenschlager, Reutlingen, 1954.
- Studienrat Kurt Ruthe 60 Jahre. In: Polarforschung. Bremerhaven, Alfred Wegener Institute for Polar and Marine Research & German Society of Polar Research, 24 (1/2),1954, S. 317. (Digitalisat) (PDF-Datei; 128 kB)
- Zwischen Pinguinen und Raupenschleppern. Forscherfahrten zum sechsten Erdteil. Robert Bardtenschlager, Reutlingen, ca. 1960.